# Copa Pan-Americana de Voleibol Masculino Sub-23 de 2023
A Copa Pan-Americana de Voleibol Masculino Sub-23 de 2023 foi a 5.ª edição desta competição bienal organizada pela Confederação da América do Norte, Central e Caribe de Voleibol (NORCECA) em parceria com a Federação Cubana de Voleibol (FCV). A competição ocorreu entre os dias 11 e 16 de julho, na cidade de Havana, Cuba.
A seleção de Cuba conquistous seu terceiro título após vencer a seleção dominicana em 3 sets a 0. No confronto sul-americano pela medalha de bronze, a seleção do Peru assegurou o terceiro lugar derrotando a equipe do Chile por 3–0. O oposto cubano Alejandro Miguel González foi eleito o melhor jogador do torneio.

## Equipes participantes
As seguintes seleções foram qualificadas a competir a Copa Pan-Americana Sub-23 de 2023.
| Grupo       | Equipe               | Última participação |
| Grupo único |                      |                     |
| ----------- | -------------------- | ------------------- |
| Grupo único | Chile                | 2016                |
| Grupo único | Cuba                 | 2021                |
| Grupo único | México               | 2021                |
| Grupo único | Nicarágua            | 2018                |
| Grupo único | Peru                 | 2018                |
| Grupo único | República Dominicana | 2021                |

## Formato da disputa
As equipes participam de uma fase preliminar, na qual todos se enfrentam, qualificando o primeiro e o segundo colocado para a final.

### Critérios de desempate
1. Número de vitórias
2. Número de pontos
3. Razão dos sets
4. Razão dos pontos
5. Resultado da última partida entre os times empatados

- Partida com resultado final 3–0: 5 pontos para o vencedor e 0 pontos para o perdedor.
- Partida com resultado final 3–1: 4 pontos para o vencedor e 1 pontos para o perdedor.
- Partida com resultado final 3–2: 3 pontos para o vencedor e 2 pontos para o perdedor.[7]

## Local das partidas
| Havana, Cuba                   |
| Coliseo de la Ciudad Deportiva |
| ------------------------------ |
|                                |
| Capacidade: 15 000             |

## Fase preliminar
|  | Classificado para a final |
|  | Disputa do terceiro lugar |
|  | Disputa do quinto lugar   |

### Classificação
|     |                      |     | Jogos | Jogos | Jogos | Resultados | Resultados | Resultados | Resultados | Resultados | Resultados | Sets | Sets | Sets  | Pontos | Pontos | Pontos |
| Pos | Equipe               | Pts | T     | V     | D     | 3–0        | 3–1        | 3–2        | 2–3        | 1–3        | 0–3        | V    | P    | R     | V      | P      | R      |
| --- | -------------------- | --- | ----- | ----- | ----- | ---------- | ---------- | ---------- | ---------- | ---------- | ---------- | ---- | ---- | ----- | ------ | ------ | ------ |
| 1   | Cuba                 | 22  | 5     | 5     | 0     | 3          | 1          | 1          | 0          | 0          | 0          | 15   | 3    | 5.000 | 431    | 272    | 1.585  |
| 2   | República Dominicana | 20  | 5     | 4     | 1     | 3          | 1          | 0          | 0          | 1          | 0          | 13   | 4    | 3.250 | 403    | 283    | 1.424  |
| 3   | Peru                 | 18  | 5     | 3     | 2     | 3          | 0          | 0          | 1          | 1          | 0          | 12   | 6    | 2.000 | 393    | 304    | 1.293  |
| 4   | Chile                | 9   | 5     | 2     | 3     | 1          | 1          | 0          | 0          | 0          | 3          | 6    | 10   | 0.600 | 333    | 312    | 1.067  |
| 5   | Nicarágua            | 6   | 5     | 1     | 4     | 1          | 0          | 0          | 0          | 1          | 3          | 4    | 12   | 0.333 | 310    | 324    | 0.957  |
| 6   | México               | 0   | 5     | 0     | 5     | 0          | 0          | 0          | 0          | 0          | 5          | 0    | 15   | 0.000 | 0      | 375    | 0,000  |

### Resultados
- Todas as partidas seguem o horário local (UTC−04:00).

| Data   | Hora  |                      | Placar |                      | Set 1 | Set 2 | Set 3 | Set 4 | Set 5 | Total  | Relatório |
| ------ | ----- | -------------------- | ------ | -------------------- | ----- | ----- | ----- | ----- | ----- | ------ | --------- |
| 11 jul | 10:00 | Chile                | 3–1    | Nicarágua            | 23–25 | 25–21 | 25–17 | 26–24 |       | 99–87  | P2 P3     |
| 11 jul | 12:00 | Peru                 | 2–3    | Cuba                 | 19–25 | 25–20 | 12–25 | 25–21 | 7–15  | 88–106 | P2 P3     |
| 11 jul | 14:00 | México               | 0–3    | República Dominicana | 0–25  | 0–25  | 0–25  |       |       | 0–75   | Resultado |
| 12 jul | 10:00 | México               | 0–3    | Peru                 | 0–25  | 0–25  | 0–25  |       |       | 0–75   | Resultado |
| 12 jul | 12:00 | Cuba                 | 3–0    | Nicarágua            | 25–16 | 25–16 | 25–14 |       |       | 75–46  | P2 P3     |
| 12 jul | 14:00 | República Dominicana | 3–0    | Chile                | 25–18 | 25–17 | 25–20 |       |       | 75–55  | P2 P3     |
| 13 jul | 10:00 | Peru                 | 1–3    | República Dominicana | 11–25 | 23–25 | 25–23 | 21–25 |       | 80–98  | P2 P3     |
| 13 jul | 12:00 | Chile                | 0–3    | Cuba                 | 17–25 | 21–25 | 20–25 |       |       | 58–75  | P2 P3     |
| 13 jul | 14:00 | Nicarágua            | 3–0    | México               | 25–0  | 25–0  | 25–0  |       |       | 75–0   | Resultado |
| 14 jul | 10:00 | Peru                 | 3–0    | Chile                | 25–12 | 25–14 | 25–20 |       |       | 75–46  | P2 P3     |
| 14 jul | 12:00 | Cuba                 | 3–0    | México               | 25–0  | 25–0  | 25–0  |       |       | 75–0   | Resultado |
| 14 jul | 14:00 | República Dominicana | 3–0    | Nicarágua            | 25–16 | 25–14 | 25–18 |       |       | 75–48  | P2 P3     |
| 15 jul | 10:00 | Nicarágua            | 0–3    | Peru                 | 15–25 | 22–25 | 17–25 |       |       | 54–75  | P2 P3     |
| 15 jul | 12:00 | República Dominicana | 1–3    | Cuba                 | 25–27 | 18–25 | 25–23 | 12–25 |       | 80–100 | P2 P3     |
| 15 jul | 14:00 | Chile                | 3–0    | México               | 25–0  | 25–0  | 25–0  |       |       | 75–0   | Resultado |

## Fase final
- As partidas seguem o horário local (UTC−04:00).

### Quinto lugar
| Data   | Hora  |           | Placar |        | Set 1 | Set 2 | Set 3 | Set 4 | Set 5 | Total | Relatório |
| ------ | ----- | --------- | ------ | ------ | ----- | ----- | ----- | ----- | ----- | ----- | --------- |
| 16 jul | 10:00 | Nicarágua | 3–0    | México | 25–0  | 25–0  | 25–0  |       |       | 75–0  | Resultado |

### Terceiro lugar
| Data   | Hora  |      | Placar |       | Set 1 | Set 2 | Set 3 | Set 4 | Set 5 | Total | Relatório |
| ------ | ----- | ---- | ------ | ----- | ----- | ----- | ----- | ----- | ----- | ----- | --------- |
| 16 jul | 12:00 | Peru | 3–0    | Chile | 26–24 | 25–11 | 25–22 |       |       | 76–57 | P2 P3     |

### Final
| Data   | Hora  |      | Placar |                      | Set 1 | Set 2 | Set 3 | Set 4 | Set 5 | Total | Relatório |
| ------ | ----- | ---- | ------ | -------------------- | ----- | ----- | ----- | ----- | ----- | ----- | --------- |
| 16 jul | 14:00 | Cuba | 3–0    | República Dominicana | 35–33 | 25–21 | 25–14 |       |       | 85–68 | P2 P3     |

## Classificação final
| Posição | Equipe               |
| ------- | -------------------- |
|         | Cuba                 |
|         | República Dominicana |
| 3       | Peru                 |
| 4       | Chile                |
| 5       | Nicarágua            |
| 6       | México               |

|  | Classificado para os Jogos Pan-Americanos Júnior de 2025 |

## Premiações
| Copa Pan-Americana Sub-23 de 2023 |
| Cuba                              |
| --------------------------------- |
| Cuba Campeã (3.º título)          |

### Individuais
Os atletas que se destacaram individualmente foramː
| - Most Valuable Player (MVP) Alejandro González Rodríguez - Melhor oposto Alejandro González Rodríguez - Melhor levantador Adrián Chirino - Melhor líbero Yumichael Lawrence - Melhores ponteiros José Ramón Gómez Sebastián Blanco | - Melhores centrais Alexander Ortiz Hadasher Rosario - Melhor recepção Leonel Despaigne - Maior pontuador Alejandro González Rodríguez - Melhor ataque José Ramón Gómez - Melhor saque Alejandro González Rodríguez |